# Providence-klasse
Oorspronkelijk gebouwd als Cleveland-klasse lichte kruisers (CL) voor de United States Navy in de Tweede Wereldoorlog, werden drie schepen in 1957 omgebouwd tot Providence-klasse kruisers met geleide wapens (CLG) en uitgerust met de Terrier langeafstandsgrond-luchtraketsysteem. Gedurende de twee jaar durende ombouw werd de achterste opbouw compleet vervangen en werden alle kanonnen op het achterdek verwijderd om plaats te maken voor de dubbelrails Talon lanceerder en een magazijn voor 120 raketten. Drie grote masten werden eveneens geïnstalleerd om de variëteit aan radars, raketgeleiders en communicatiesystemen te huizen. Providence en Springfield werden tegelijk omgebouwd tot vloot vlaggenschip, wat inhield dat twee voorwaartse 5 inch dubbelloops kanonnen en een van de drieloops 6 inch koepels diende te verdwijnen en vervangen werden door een vergrote opbouw. Topeka, in de niet-vlaggenschip configuratie, behield wel de Cleveland-klasse standaard voorwaartse wapens: drie dubbelloops 5 inch en twee drieloops 6 inch koepels.
Alle drie de schepen werden in de reservevloot geplaatst tussen 1969 en 1974, waar ze vervolgens ook uit de Naval Vessel Register geschrapt en als schroot verkocht werden.

## Schepen
- Providence (CLG-6)
- Springfield (CLG-7)
- Topeka (CLG-8)